# Dudley Do-Right (film)
Dudley Do-Right è un film del 1999 diretto da Hugh Wilson.
La pellicola, basata sull'omonimo segmento della serie d'animazione Rocky e Bullwinkle, vanta nel cast Brendan Fraser, Alfred Molina  e Sarah Jessica Parker.

## Trama
È la storia del cadetto Dudley che esaudisce il suo fanciullesco sogno di arruolarsi nei Rangers Rossi.